# Carmine Gentile
Carmine Gentile (Salerno, 5 aprile 1954) è un dirigente sportivo ed ex calciatore italiano, di ruolo difensore.

## Carriera
Arcigno difensore dotato di buon fisico e grande personalità, si fa ricordare per i suoi decisi interventi sull'avversario. Cresciuto nella Salernitana, debutta in Serie A con la maglia del Foggia, trasferendosi al Verona prima e al Genoa poi.
Nell'ottobre 1983 viene acquistato dall'Atalanta, con la quale conquista due promozioni in massima serie e partecipa, nella stagione 1987-1988, alla cavalcata europea in Coppa delle Coppe con la fascia di capitano, in quella che è stata la sua ultima stagione da giocatore. Memorabile la sua unica rete in maglia nerazzurra, in quanto consentì agli orobici, a 3' dalla fine, di completare la rimonta da 2-0 a 2-2 nella gara contro il Milan disputata a San Siro nel campionato 1984-1985.
Al termine della carriera agonistica comincia una nuova esperienza nella dirigenza della stessa società bergamasca, nella quale ricopre il ruolo di direttore generale, sotto la presidenza di Antonio Percassi, dal 1991 fino alle dimissioni di quest'ultimo e al successivo subentro di Ivan Ruggeri nel ruolo di numero uno del club.

## Palmarès

### Competizioni nazionali
- Campionato italiano di Serie B: 1

Atalanta: 1983-1984